# 感覚
感覚（かんかく）
1. 生理学としては、分類された知覚にあたる[要出典]。分類されたそれぞれの感覚とその作用、分類の方法、理論は様々な分野で重なって研究されている。例えば神経科学、認知科学、認知心理学、哲学がある。
2. 用法として、高次な認知の仕方（文化的・社会的な物事の感じ方）、不安や類推などの心の動きも「感覚」ということがある（用例：「日本人の感覚では……」「新感覚」）。

以下の記述は、生理学的「感覚」について、である。

## 定義と歴史
アリストテレスは霊魂論でヒトの感覚を初めて分類し、視覚、聴覚、触覚、味覚、嗅覚の5つがあるとした。これが広く知られる五感であるが、現在は実際にはそれ以上の数の感覚があることがわかっている。
ただし、現代の生理学では感知される情報の内容、感知機序、伝達様式などによって多様に分類されており、その分類自体も確定してはいない。かゆみをはじめとする未だに仕組みが詳細には解明されていない感覚も多く残されている。
いわゆる第六感は、五感にあてはまらない超越した感覚という意味だが、これは勘や直観といった心理的な動きを感覚で比喩したものであり、通常は感覚に含めない。

## 刺激の受容と感覚
感覚は、動物が外部からの刺激を受けることで生じるものである。この時、刺激を受け取る器官を受容器といい、これは往々にして感覚器官とも言われる。動物は様々な感覚器官を持ち、それぞれがある範囲の種類の、ある範囲の強さの刺激だけを受け取ることができる。たとえば、ヒトの眼は、短波長側が360 nm - 400 nm、長波長側が760 nm - 830 nmの電磁波（可視光線）だけを受け取ることができる。受容器で受け取ることが可能な最適な刺激を適刺激（adequate stimulus）、又は自然刺激（natural stimulus）といい、さらに受け取れる強さの幅を閾値という。それぞれの受容器はこのように限られた刺激しか受け取れないので、動物は多数の種類の受容器を持ち、それらは1,2個しかないものもあれば、全身に無数に持つものもある。
いずれにせよ、受容器が受けとった刺激は脳へ伝えられ、そこで動物が外界に反応するための情報として利用される。ここで受け取られた刺激から動物は自分の外の世界を知るのであり、それが感覚である。

## ヒトの感覚分類

### 現在までに知られている主な感覚
太字はいわゆる五感を示している。
- 体性感覚：皮膚感覚（表在感覚）と深部感覚。
  - 皮膚感覚（表在感覚）：触覚（触れた感じ）、温覚（暖かさ）、冷覚（冷たさ）、痛覚（痛さ）、食感、くすぐったさなどがある。
  - 深部感覚：運動覚（関節の角度など）、圧覚（押さえられた感じ）、深部痛、振動覚がある。
- 内臓感覚：内臓に分布した神経で、内臓の状態（動き、炎症の有無など）を神経活動の情報として感知し、脳で処理する仕組み。
  - 臓器感覚（吐き気など）
  - 内臓痛
- 特殊感覚：視覚（目で見る）、聴覚（耳で聞く）、味覚、嗅覚、平衡感覚がある。
  - 視覚：光を網膜の細胞で神経活動情報に変換し、脳で処理する仕組み。感覚器細胞の違い（桿体細胞、錐体細胞）から、明暗感覚の光覚と色彩感覚の色覚に分けることがある。
  - 聴覚：音波を内耳の有毛細胞で神経活動情報に変換し、脳で処理する仕組み。
  - 味覚：食べ物に含まれる化学物質（水溶性物質）の情報を、舌、咽頭、喉頭蓋などの味覚細胞で神経活動情報に変換し、脳で処理する仕組み。
  - 嗅覚：鼻腔の奥にある嗅細胞で、空気中の化学物質（揮発性物質）情報を神経活動情報に変換し、脳で処理する仕組み。
  - 平衡感覚：内耳の前庭や半規管などで、頭部の傾き、動き（加速度）などを神経活動情報に変換し、脳で処理する仕組み。特に、前庭についての仕組みを前庭感覚という。

### 他の感覚
- 固有感覚（運動感覚）：体に対する意識（筋、腱内の受容器による筋、腱、間接部の緊張の変化）の知覚である。ヒトが大きく依存する感覚であり、しかしながら頻繁に意識されない感覚である。説明するより更に簡潔に明示すると、固有感覚とは、体の様々な部位の位置する場所を感じているという"無意識"である。これは目を閉じて腕を周りに振ることで演示することができる。固有感覚機能が正確だと思い込んで、どの他の感覚にも感知されていないにもかかわらず、直ぐに実際にある手の位置の意識が無くなるだろう。
- 什痒感：いわゆる「痒み」の感覚。長い間「痒みは“痛み”の軽いもの」と思われていたが、近年[いつ?]、独立した感覚である可能性が示された[2]。

## ヒトにはない感覚

### ヒトの感覚に類似するもの
他の生物も上記で挙げたような周りの世界を感じとる受容体を持つが、そのメカニズムと能力は幅広い。
視覚
トンボなどの複眼は視細胞の集まり方がヒトの水晶体眼と違うが、どちらもレンズ的な要素を獲得した意味では類似しており、収斂進化の一つと言える。
ヒトの視覚と仕組みは異なるが、ミツバチは紫外線（ヒトの目には見えない波長の短い光）を見ることができ、マムシやボアは赤外線（ヒトの目には見えない波長の長い光）を見ることができる。
ネコなどの夜行性動物は、網膜の後ろに「タペタム」と呼ばれるヒトにはない反射膜を持ち、光を反射して増幅することでヒトよりも暗闇でよくモノを見ることができる。
聴覚
コウモリやクジラは、超音波（ヒトの耳には聞こえない高い周波数の音）を発し、反響定位を利用して、自分や獲物の位置を知ることができる。なお、下記に述べられている通り、反響定位自体はヒトの感覚に類似しないものである。
嗅覚
イヌやクマの嗅覚の仕組みはヒトと同様であるが、ヒトよりはるかに鋭い嗅覚を持つ。例えば、イヌの嗅覚はヒトの数千から数万倍とされるが、その能力は有香物質の種類によっても大きく異なり、酢酸の匂いなどはヒトの1億倍まで感知できる。
昆虫は嗅覚受容体をその触角に持つ。
フェロモン受容器
トカゲやヘビ、多くの哺乳類は、嗅覚とは別に「ヤコブソン器官」と呼ばれるフェロモンを受容する専用器官を持つ。ヒトにも発生初期には存在するが、胎児期に退化してしまうため機能していない。

### ヒトの感覚に類似しないもの
反響定位（エコーロケーション）
コウモリやクジラなどは、自分が発した音の反射音によって周囲のものと自分との距離や位置関係を知ることができる。音にはまっすぐ進み反射しやすい特徴をもつ超音波が用いられる。クジラは「メロン体」と呼ばれる器官で反響定位で使用される音の焦点を合わせていると考えられている。洞窟や深海のような暗黒の世界では視覚が役に立たないため、代わりに反響定位が視覚に近い役割を担う。
なお、上記に述べられている通り、聴覚を用いた反響定位は、ヒトの感覚に類似する。
更に、類似するしないを問わず、反響定位はヒトにはない感覚である。にも拘らず、一部のヒト個体にはこの感覚がある。詳細は人間の反響定位を参照。
電気感覚
サメ、エイ、ナマズなど一部の水生動物は電場を感知する器官を持つ。サメには「ロレンチーニ器官」と呼ばれる微弱な電場を感知する器官があり、これにより光の届かない深海や海底の泥に隠れている獲物を発見し捕えることができる。電気の受容によって周囲の物体の位置を特定することを電気定位（エレクトロロケーション）という。サメのように他の動物がつくった電場を感知するタイプ（受動的な電気定位）と、デンキウナギのように自ら発電して体の周囲に電場を作りレーダーのように電場内の異物を検知することで周囲を知るタイプ（能動的な電気定位）がある。デンキウナギは数種類の発電器官を持ち、電気定位のための発電と電気ショック攻撃のための発電は別々の器官で行う。なお、ヒトの感電は電気の受容ではない。
磁気感覚
帰巣本能を持つ伝書鳩や渡り鳥など一部の鳥は、特定の方向に向かって正確に遠距離を移動する能力を持つが、これは地磁気と呼ばれる地球の磁場を感知することで位置や方角を知ることができるからだと考えられている。ただし、感知の仕組みについては諸説あり、解明されているわけではない。
赤外線受容器
マムシやボアなど一部のヘビは「ピット器官」と呼ばれる赤外線を熱線として感知する器官を持つ。ヘビの獲物である小動物は、自身の体熱により赤外線を出しているが、左右にあるピット器官で赤外線の発生源までの距離や位置を知ることができる。これによりヘビは夜間でも獲物を発見し捕えることができる。

## 哲学における感覚
カントは純粋理性批判の先験的感性論において、我々に表れる感覚が全て時間と空間の形式において現れることに着目し、その形式があらかじめ我々の内に（彼の言葉で言えばア・プリオリに）備わっていることを発見した。感覚は全て例外なく、空間の中の何かある物の刺激によって、時間の中で、我々に生じるという性質を持っている。時間と空間はそもそもそれ自体が「認識の形式」であるから、それらは経験を待たずして我々の内に備わっている。むしろ、それらの形式があればこそ、初めて感覚が成立するのである。なぜならば、時間の形式を持たない何らかの感覚、空間の形式を持たない感覚と言ったものを具体的に想像することすら不可能であり、我々に認識される感覚はそれらの形式に従わざるを得ないからである。
視覚や聴覚については実際そのように、感覚が空間の形式に従って起きていることが誰でも自らの経験で確認できる。一方で、カントが具体的に述べているわけではないが、例えば肉体の内部に腹痛や頭痛のような自分の体内に起きる感覚であっても「頭部や腹部といった空間内の具体的な場所に起きた感覚」として認識されるわけであるから、感覚は必ず空間に従って発生することが分かる。時間については「時間の形式をとらない感覚」というのは明らかに起こり得ず、説明を要しないであろう。これは人間の感覚についてだけ当てはまるのではなく、全ての動物や虫といった神経細胞を持ち感覚を持っている生物にも言える。もし彼らが時間と空間という認識の形式を有していないとすれば、鳥が巣を作ったりカマキリやクモが餌を捕えるという活動は不可能になろう。
以上のように、カントは、感覚が時間と空間の形式によって「我々に与えられる」としたが、「先験的感性論」に続く「先験的論理学」においては、その与えられた感覚に我々は思考によってカテゴリーと呼ばれる12個の概念を適用する、と説明している。このカテゴリーは外延量や内包量、因果性や可能性などを思考する抽象的概念であるが、実際のところ我々の経験が本当にそのような手続きを経ているのかは疑問が残る。というのも、もしも抽象的概念の適用による推論によって経験が発生するのであれば、そのような思考方式を持たない動物や虫には経験が発生し得ない、という結論が導かれるであろう。
例えば、人間がトンボを捕まえようとすると逃げるが、トンボの眼に映るのは「単に空間の形式をとって発生した現象」であり、網膜に生じたその刺激が「外部からの原因によって発生したもの」という（無意識的な）推論は含まないことになる。従って、「逃げる」という行動を起こす説明がつかなくなる。なぜなら原因性が「概念による思考作用」であるならば、虫や動物といった概念による抽象的認識作用を持たない生物にこれは不可能であることになるから、刺激を外部（客観）と関連づけることが発生しなくなり「刺激に対応して逃げる」という行動は不可能になる。さらに、時間と空間の形式で「経験が我々に与えられる」という点については、具体的にどのようなプロセスを経て、感覚や経験一般が我々に与えられるのかということについて、一切説明がなされていない。
同じドイツの哲学者であるショーペンハウアーは、以上の難点について、主著「意志と表象としての世界」の付録である「カント哲学批判」で吟味批判し、概念の一種であるカテゴリーによる認識を否定し、新たな説明を加えた。彼はカントの先験的感性論については「人類最大の叡智の一つであり不朽の功績」であると絶賛しこれを受け入れているが、カントが先見的論理学で述べたように「客観が空間と時間の中でとにかく我々に与えられ、我々は思惟によって概念を適用する」という点については全く見解を異にし、この致命的な間違いは「主観が無ければ客観は存在しない」という真理をカントが受け入れなかったのが原因である、としている。彼の主張の論旨は大体において以下の通りである。
「経験が我々に与えられる」ためには、時間と空間だけでは説明がつかない。例えば網膜に何らかの像が映ったとして、我々は必ず「空間のうちにある客観によって」発生していると認識している。もちろんこれは人間に限らず、鳥や虫もそうである。例えば鳥に近づくと逃げるが、鳥の網膜に映った像は、網膜に起きた単なる身体内部の変化ではなく、「外部による刺激によって」生じたという推論を無意識的に適用されなければ、どうしても逃げるという行動が起きえない。
このことから明らかなように、「～によって感覚が発生する」という認識の仕方は、既にその内に「因果関係」を推論する形式が介入している。この形式はカントの言うような抽象的な概念による推論ではなく、時間と空間と同様、経験が経験として成立するための条件であり、我々を含む動物や虫に共通の、認識一般を生じさせるための条件である。つまり、カントが言うように、時間と空間に生じる経験はただ「与えられる」のではなく、時間と空間と同様、因果性を適用される手続きを経て初めて認識一般が生じるのである。言い換えると、感覚はそれ自体で我々に与えられるのではなく、知覚として認識可能な形式になって初めて発生する。
感覚が「外部の刺激を受けて生じるものである」という説明の仕方は、人間や動物の知覚機能とは独立して物が存在している、という考え方に基づいている。つまり、認識作用よりも「先に」物が確固として存在していて、感覚は「後から」それを感受するのである。しかし、網膜や鼓膜といった感覚器官は刺激を受容する機能は持つが、その刺激が「外部の客観によって発生した」と因果性を含みながら判断する機能は、認識作用である脳など神経系統に属する作用である。「外部によって感覚が発生した」と見るのであれば、それは既に無意識的に（つまりカントの言うような抽象的思考・推論ではなしに）因果関係が感覚に適用された後で、初めて我々に認識可能な客観、つまり知覚として表れるということを意味している。我々は概念を用いて物事を説明したり理解する際に必ず因果関係に基づいて「～だから～である」というように思考を行うが、因果関係は思考を行う神経系統の活動の形式に由来し、脳による思考というのは物事に因果関係を推測していく作業である。もちろん、動物や虫はこのような抽象的思考をする能力は持ってはいないが、感覚が生じる際には人間と同じく、無意識的に因果性を感覚に適用して初めて感覚が認識可能になる。もちろん、神経細胞の発達の度合いによって因果関係の認識の明瞭さは違ってくるという事情のために、羽虫が火に飛び込むということも起こりうるのであるが、無意識的に感覚に因果関係を適用しているという点では共通である。
感覚に関する以上の議論が正しいとすれば、神経系統を経て知覚される客観は「無意識的に因果性を設定する知覚の機能によって生じたもの」であり、「認識作用から独立して物が外部に客観として、感覚される事物それ自体が存在している」という一般に広く浸透している考え方は否定される。よって、全ての客観は認識の担い手である主観の認識作用に依存して成立しているという結論が導かれる。以上が大体においてショーペンハウアーの主張である。